# ON video revija
ON video revija je rolkarska video revija, ki je v svojem delovanju od avgusta 2000 do novembra 2003 izdala 11 številk.
ON video revija je izvirala iz 411 video revije, ki izhaja pogosteje (6-krat na leto) in pokriva le trenutne dogodke. Ustanovljena je bila z namenom približati rolkarsko zgodovino novejšim generacijam. Glavna tema številke zavzema približno polovico videa, drugo polovico pa so napolnili z reklamami in članki o novejših turnejah ali čem podobnem.

## Vsebina številk
Vse številke se začnejo z nekaj minutno montažo rolkanja, v kateri se mešajo novi in stari posnetki trikov.

### Summer 2000
Poletje 2000 je bila prva številka, te kasneje zelo popularne video revije. Jamie Thomas komentira hitro napredovanje današnjih mladih rolkarjev, ki jih motivirajo rolkarki videi (to razlaga ob posnetkih Tosh Townenda). Drug članek o zatiranju rolkarjev oblati vodi kontraverzni Bam Margera, sledi turneja z Krisom Markovichem, Salmanom Agahom in Ryanom Johnsonom. Poklicni rolkar Mike Vallely predstavi svoj debutni nastop v rokoborbi (wrestling). Pri glavni članek je namenjem legendarnemu rolkarju Danny Wayu - pokaže celo njegovo zgodovino skozi posnetke njegovega rolkanja in njegovih komentarjev.

### Fall 2000
Jesen 2000 je po dobrem sprejemu prve številke v glavnem članku predstavila enega najvplivnejših rolkrajev Pat Duffya. V številki se zvrstijo članek o turneji po Avstraliji, o prednostih poligonov za rolkanje itd.

### Spring 2001
Pomlad 2001 številko sta zapolnili dve turneji: Emerica ekipa v Avstraliji in Element ekipa na Japonskem. Eden izmed člankov je posnemanje oddaje Cribs s postaje MTV, svoj dom predstavi rolkar Rob Dyrdek. Glavni članek opisuje zgodovino trikov na enem najslavnešjih rolkarskih krajev "Hubba hideout". Ime hubba izvira iz slengovskega izraza za zvitek marihuane, dandanes pa se je izraz prijel kot izraz za vse zidke ob stopnicah.

### Summer 2001
Poletje 2001 je bila posvečena prelomni generaciji rolkarjev, ki so dominirali v devetdesetih in za vedno spremenili rolkanje. Med ostalimi je bil članek o ekipah DVS in Matix, ki sta z improviziranjem naredili objekte iz avtomobilov na odpadu. V številki sta tudi članka o snemanju oglasa DC z Robom Dyrdekom in turneja ekipe I-path na Japonsko.

### Winter 2002
Zima 2002 predstavi poklicno življenje vedno inovativnega Rodney Mullena in kako je izumil večino današnjih trikov. Svoj članek ima tudi Terry Kennedy, v dveh delih so predstavljeni rolkarji in njihova vozila, še en članek pa dokumentira turnejo po Avstraliji.

### Spring 2002
Pomlad 2002 je edina številka popolnoma posvečena turnejam. Prva je z ekipama Girl in Chocolate po ZDA, druga pa z ekipo Santa Cruz k Make a Wish dobrodelnemu srečanju. Sledi še ena turneja po Avstraliji z Atro Saarijev, Rick McCrankom in drugimi. V glavnem članku se Rodney Mullen, Marc Johnson in Kenny Reed odpravijo v Rusijo in predstavijo tamkajšne rolkarske razmere.

### Summer 2002
Poletje 2002 v enem od člankov predstavi, kako nastane model čevlja poklicnega rolkarja s Chad Musko. Ekipa Billabong nas popelje na turnejo v London, v naslednjem članku pa se predstavijo obetavni amaterski rolkarji, kot sta Jeremiah Vance in Chris Cole. Naslovni članek je posvečen rolkraskemu kraju »Carsbad gap«, ki je skozi zgodovino izkazal za tako populraneg, kot tudi tećko osvoljivega.

### Fall 2002
Jesen 2002 se v glavnem članku posveti delu rolkanja, ki je bil vedno zelo pomemben - slogu. Kot primer je prikazan celoten del Biran Lottija. V tej številki ponovno predstavijo bivališče rolkarjev, tokrat kar celotne ekipe Emerica. Eden izmed bolj pomembnih člankov je članek o zgodovinskem razzvoju trikov Alex Moula.

### Winter 2003
Zima 2003 v glavnem članku prikaže pokclino pot rolkarja Natas Kaupasa in njegov prispevek k popularizaciji uličnega rolkanja. Svoj del ima tudi Dustin Dollin, ki pokaže nove posnetke z Melbourna. Poseben članek je namenjen Krstian Svitaku, ki vse svoje zlomljene deske rolk zbira in si je s tem naredil pravcat časovni trak svoje kariere.

### Summer 2003
Poletje 2003 je številka namenjena legendarnemu rolkarskemu videu podjetja Blind, Video days (izšel leta 1991). Ed Tempelton nam predstavi svojo razstavo fotografij v Parizu, ekipa Bootleg pa nas popelje po Evropi, Birdhouse pa po ZDA.

### Winter 2004
Zima 2004 je zadnja številka ON video revije in se dotika enega najbolj perečih vprašanj v rolkanju danes. Znameti kraj »Love park« v Philadelphiji, ki so ga za vedno zaprli za rolkarje. V številki je tudi članek o turneji po Evropi in fotografiranju slik za knjigo Dyptich.

## Zanimivosti
- Številke Summer 2000, Fall 2000, Spring 2001 in Winter 2002 je 411vp izdal v posebni izdaji na VHS in DVD. Prvi dve številki so tako prvič izdali na DVD.